# Битва при Торгіумі
Битва при Торгіумі — битва у 305 р. до н. е. між силами сиракузького тирана Агафокла та армією вигнанців із Сиракуз, котра стала вирішальною у тривалій громадянській війні.
У 306 р. до н. е. Агафокл уклав мирну угоду з Карфагеном, котра завершила важку війну, що точилась протягом шести років. Втім, на Сицилії продовжувала діяти велика армія сиракузьких вигнанців (колись їх підтримка Карфагеном стала причиною для війни між цією державою та тираном). Під командуванням їх лідера Дейнократа знаходилось 20 тисяч піхотинців та 3 тисячі вершників. Агафокл, котрий наважився вирішити суперечку з вигнанцями у битві, мав лише 5 тисяч піхотинців та 800 вершників.
Два війська зустрілись при Торгіумі, місцезнаходження якого наразі невідоме. Запекла сутичка зайняла нетривалий час, після чого на бік Агафокла перейшов загін із 2 тисяч воїнів, котрі мали погані відносини з Дейнократом. Це сильно вплинуло на бойовий дух вигнанців, котрі кинулись до втечі.
Вся кіннота Дейнократа змогла вдало відступити, але 7 тисяч піхотинців зайняли пагорб та вступили у перемовини з Агафоклом. Тиран запропонував їм прощення та можливість повернутись у рідні міста, на підтвердження чого приніс клятви. Втім, коли вигнанці зійшли з пагорба та склали зброю, всі вони були розстріляні.
Битва при Торгіумі стала вирішальною у громадянській війні, котра точилась вже більше десятка років. Вцілілим вигнанцям дозволили повернутись, а Дейнократ став довіреним полководцем Агафокла.